# Итамбе (Парана)
Итамбе (порт. Itambé) — муниципалитет в Бразилии, входит в штат Парана. Составная часть мезорегиона Северо-центральная часть штата Парана. Входит в экономико-статистический микрорегион Флораи. 
Население составляет 5799 человек на 2007 год. Занимает площадь 243,821 км². Плотность населения — 23,8 чел./км².
Праздник города — 30 ноября.

## История
Город основан в 1961 году.

## Статистика
- Валовой внутренний продукт на 2003 год составляет 74 750 873,00 реалов (данные: Бразильский институт географии и статистики).
- Валовой внутренний продукт на душу населения на 2003 год составляет 12 732,22 реалов (данные: Бразильский институт географии и статистики).
- Индекс развития человеческого потенциала на 2000 год составляет 0,769 (данные: Программа развития ООН).

## География
Климат местности: субтропический. В соответствии с классификацией Кёппена, климат относится к категории Cfa.